# DJボビー ランキング・キング
DJボビーランキングキングは、DJ bobby(木河淳)が、洋楽の歴代1位のみを紹介する番組。No.1を獲得したナンバーとその楽曲やアーティストの小ネタやマル秘エピソードを紹介するラジオ番組である。

## 放送時間
- 信越放送(毎週月曜～金曜21:15～21:25)
- 長崎放送(毎週月曜19:30～20:00)
- 東北放送(土曜（不定期）9:30～10:00)
- 新潟放送(毎週土曜18:15～18:30)
- 福井放送(毎週土曜19:50～20:00)
- 山口放送(毎週土曜17:25～17:30)